# VHICOA
VHICOA (Venezuelan Heavy Industries, C.A.) es una empresa metalmecánica venezolana dedicada a la ingeniería, fabricación y montaje de estructuras de acero y recipientes a presión de gran tamaño con aplicaciones comerciales, residenciales e industriales. 
Fue creada en 1977 por Félix Van Dam, ciudadano belga residente en Venezuela desde 1946. Está ubicada en la zona de Matanzas, cerca de la ciudad de Puerto Ordaz, en el estado Bolívar, sobre el río Orinoco. En sus cercanías esta la Siderúrgica del Orinoco (SIDOR) y las mayores generadoras hidroeléctricas de Venezuela, las represas de Guri y Caruachi.

## Certificaciones
- American Institute of Steel Construction[4] - Categorías certificadas: CBR ,BU , FCE , P3 - (Major Steel Bridges, Certified Building Fabricator, Fracture Critical Endorsement, Sophisticated Paint Endorsement)
- American Society of Mechanical Engineers[5] - Categorías certificadas; U2 (Manufacture of pressure vessels)